# Скуби-Ду: Безумни лунни чудовища
„Скуби-Ду: Безумни лунни чудовища“ (на английски: Scooby-Doo! Moon Monster Madness) е директно издаден на DVD анимационен филм  от 2015 г., и е двадесет и четвъртият филм от директно издадените на видео поредица от филми за „Скуби-Ду“. Продуциран от Warner Bros. Animation, филмът е пуснат дигитално на 3 февруари 2015 г. и на DVD от 17 ноември 2015 г.

## Озвучаващ състав
- Франк Уелкър – Скуби-Ду и Фред Джоунс
- Минди Кон – Велма Динкли
- Грей Грифин – Дафни Блейк
- Матю Лилард – Шаги Роджърс
- Дийдрик Бейдър – Х.А.М.
- Ерик Бауза – Кларк Спаркман
- Джеф Глен Бенет – Колт Стийлкейс
- Дженифър Хейл – Шанън Лукас/Ридли
- Марк Хамил – Зип Елвин
- Малкълм Макдауъл – Слай Барън
- Кевин Майкъл Ричардсън – Юниваус „Ю-Боут“ Ботанго/Дрейк
- Фред Тарашор – Хъдсън Барън/Извънземното

## В България
В България филмът първоначално е излъчен на 20 февруари 2016 г. по HBO. На 4 февруари 2021 г. е излъчен по bTV Comedy в 10:00 ч. На 11 и 27 юни 2021 г. е излъчен и по Cartoon Network. Преведен е като „Скуби-Ду! Странният случай с лунното чудовище“.
През 2022 г. е достъпен в стрийминг платформата „Ейч Би О Макс“.